# Hendon
Hendon is een wijk in het Londense bestuurlijke gebied Barnet, in de regio Groot-Londen.
In de wijk ligt de hoofdcampus van de Middlesex University, en de wijk is ook de locatie van het stadhuis van het district Barnet.

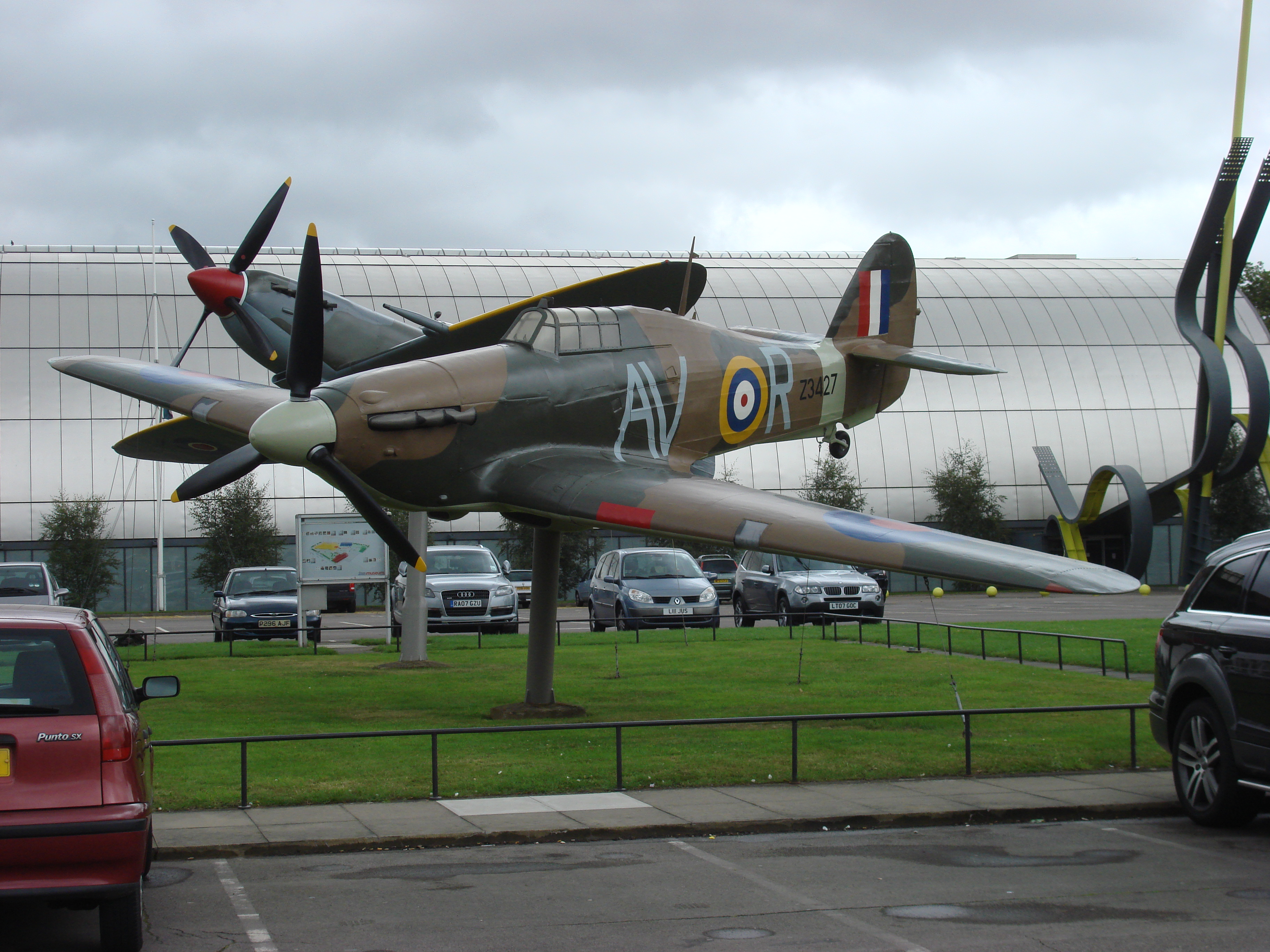
Een militair vliegtuig buiten het museum van de Royal Air Force

Ten noorden van de wijk staat het museum van de Koninklijke Luchtmacht van Groot-Brittannië (Royal Air Force), op de locatie van een van de oude luchthavens.
Ook ten noorden van de wijk, richting het museum, ligt Hendon Police College, het opleidingscentrum voor het politiekorps van Londen, de Metropolitan Police.

In de wijk ligt een metrostation, Hendon Central, en een spoorwegstation, Hendon.

## Geboren in Hendon
- Alistair Darling (1953-2023), politicus